# Elachista tanaella
Elachista tanaella is een vlinder uit de familie grasmineermotten (Elachistidae). De wetenschappelijke naam is voor het eerst geldig gepubliceerd in 2003 door Aarvik & Berggren.
De vlinder heeft een spanwijdte van 8,5 tot 11,5 millimeter. De voorvleugel is eenkleurig bruinachtig grijs, wat de vlinder makkelijk te onderscheiden maakt van andere vlinders uit het geslacht in het uiterste noorden.
De soort is alleen aangetroffen in Finnmark, in het uiterste noorden van Noorwegen. De soort leeft net boven de boomgrens en wordt vooral gevonden op Carex rotundata, waarvan wordt vermoed dat het de waardplant is. Adulten zijn aangetroffen in juli.